# Аннениеки
А́ннениеки (латыш. Annenieki) — населённый пункт в южной части Латвии, расположенный в Аннениекской волости Добельского края. До 1 июля 2009 года входил в состав Добельского района.
Находится на берегу реки Берзе, при автодорогах A9 и P97. Расстояние до Добеле — 13 км, до Риги — 78 км. По данным на 2015 год, в населённом пункте проживало 75 человек.

## История
Поселение появилось на землях, ранее принадлежавших Аннениекскому поместью (Annenhof).
В советское время населённый пункт был центром Аннениекского сельсовета Добельского района.
В Аннениеки имеются: Берзупская специальная школа-интернат, Берзупская гидроэлектростанция «Аннениеку уденсдзирнавас», а также памятники архитектуры: здание Аннениекской лютеранской церкви и постройки бывшего Аннениекского поместья.